# Kegelkopfmoose
Die Kegelkopfmoose (Conocephalum) sind eine kleine Gattung von Lebermoosen. Diese Gattung ist die einzige aus ihrer Familie Conocephalaceae.

## Name
Der Name Conocephalum kommt vom griechischen konos „Kegel“ und kephale „Kopf“; er verweist auf die kegelförmigen Köpfchen der weiblichen Gametangienstände.

## Merkmale
Der Thallus ist mittelgroß bis groß, kann bis zu 2 Zentimeter breit und 15 Zentimeter lang werden und ist mehrfach gegabelt. Er weist auf der Oberseite eine deutliche Felderung auf, jedes Feld mit einer als weißer Punkt sichtbaren Atemöffnung, die kegelförmig über den Thallus emporgehoben ist. Jede Atemöffnung besteht aus 5 bis 6 konzentrischen Ringen mit jeweils 6 bis 8 schmalen Zellen. 
Die Geschlechterverteilung ist diözisch. Die scheibenförmigen Antheridienstände befinden sich etwas eingesenkt auf der Thallusoberfläche. Die Archegonien sind kegelige Köpfchen (Name), die mit einem langen Stiel emporgehoben werden. Sporenkapseln befinden sich an der Unterseite dieser Köpfchen. Sporen sind mehrzellig und 70 bis 100 Mikrometer groß.

## Arten
Die weltweit 3 bekannten Arten sind ausschließlich auf der Nordhalbkugel verbreitet, besonders in gemäßigten Klimazonen:
- Conocephalum conicum, Echtes Kegelkopfmoos, Glänzendes Kegelkopfmoos
- Conocephalum japonicum, nur in Ostasien vorkommend
- Conocephalum salebrosum, Mattes Kegelkopfmoos

In Europa kommen die beiden Arten C. conicum und C. salebrosum vor.